# Казанский, Олег Николаевич
Олег Николаевич Казанский — младший сержант Вооружённых Сил СССР, участник войны в Афганистане, погиб при исполнении служебных обязанностей, кавалер ордена Красной Звезды (посмертно).

## Биография
Олег Николаевич Казанский родился 23 июля 1964 года в станице Егорлыкской Ростовской области. Учился в Егорлыкской средней школе № 7, активно занимался спортом, в составе команды побеждал на областных соревнованиях по волейболу и лёгкой атлетике. 2 октября 1982 года был призван на службу в Вооружённые Силы СССР Егорлыкским районным военным комиссариатом.
В марте 1983 года Казанский был направлен для дальнейшего прохождения службы в состав ограниченного контингента советских войск в Демократическую Республику Афганистан. Участвовал в боевых действиях против вооружённых формирований моджахедов, будучи заместителем командира мотострелкового взвода. Являлся активным участником в общей сложности 22 боевых операций и 50 операций по сопровождению автомобильных колонн. Во время очередной операции 5 сентября 1983 года младший сержант Олег Казанский вынес на себе с поля боя 2 раненых сослуживцев, чем спас им жизни, но сам при этом получил смертельное ранение и вскоре скончался.
Похоронен на кладбище в станице Егорлыкской Ростовской области.
Указом Президиума Верховного Совета СССР младший сержант Олег Николаевич Казанский посмертно был удостоен ордена Красной Звезды.

## Память
- В честь Казанского названа улица в Егорлыкской[3].
- Имя Казанского также носит Егорлыкская средняя школа № 7, в которой он учился[4].